# Полящицы
Поля́щицы (бел. Паля́шчыцы) — деревня в составе Паршинского сельсовета Горецкого района Могилёвской области Республики Беларусь.

## Население
- 1999 год — 105 человек
- 2010 год — 52 человека